# Assignació d'actius
L'assignació d'actius és la implementació d'una estratègia d'inversió que intenta equilibrar el risc i el guany ajustant el percentatge de cada actiu en una cartera d'inversions segons la tolerància al risc, els objectius i el termini d'inversió de l'inversor. El focus se centra en les característiques de la cartera global. Aquesta estratègia contrasta amb un enfocament centrat en els actius individuals.